# Спектор, Фил
Фил Спе́ктор (англ. Phil Spector, полное имя Ха́рви Фи́лип Спе́ктор (англ. Harvey Philip Spector); 26 декабря 1939, Нью-Йорк — 16 января 2021, Коркоран, штат Калифорния) — американский музыкальный продюсер, автор песен. Лауреат премии «Грэмми» за лучший альбом (1972, как продюсер альбома The Concert for Bangladesh). Известен своим новаторским подходом к звукозаписи и музыкальному бизнесу. Считается одной из наиболее влиятельных фигур в истории поп-музыки.
Наибольших успехов Фил Спектор достиг в 1960-х годах с группами The Ronettes, The Crystals, Айком и Тиной Тёрнер, которые выпускались на его лейбле Phillies Records. В этот период он (вместе с Джеком Ницше) разработал и активно применял технику записи, которая получила название «Стена звука». Характерными чертами Спектора как продюсера был тщательный контроль за каждой стадией записи, а также активное использование студийных эффектов. Сингл группы The Righteous Brothers «You’ve Lost That Lovin’ Feelin’» (1964), написанный и спродюсированный Спектором, стал песней, которую в XX веке больше всего передавали в эфир американские радиостанции. Значительное влияние творчество Спектора оказало на становление жанров арт-попа, арт-рока и дрим-попа.
В 1966—1969 годах Фил Спектор отошёл от музыкальной индустрии, однако в 1969 году вернулся в неё, спродюсировав последний альбом The Beatles Let It Be (1970), после чего сотрудничал с бывшими членами группы Джоном Ленноном и Джорджем Харрисоном. В 1970-х годах карьера Фила Спектора была отмечена совместными работами с Леонардом Коэном, Дионом Димуччи и Ramones, однако в этот же период времени он вновь отошёл от музыкальной деятельности.
В 2009 году был приговорён к тюремному заключению за убийство актрисы Ланы Кларксон. Умер в тюрьме.

## Биография

### Ранние годы
Спектор родился в Бронксе в еврейской семье иммигрантов первого поколения, чьи родители были выходцами из Российской империи. Когда Филу было восемь лет, покончил с собой его отец Бен, что оставило неизгладимый след в душе мальчика.

### Карьера
Начал музыкальную карьеру в 1958 году в качестве автора песен, гитариста и бэк-вокалиста калифорнийской группы The Teddy Bears. В том же году коллектив достиг первой строчки в Billboard Hot 100 с синглом «To Know Him Is to Love Him».
Через год 20-летний Спектор покинул The Teddy Bears и вернулся в Нью-Йорк, где поработал с Беном Кингом над легендарной записью «Spanish Harlem», запустил карьеру певицы Шер и собрал подростковый «девичий коллектив» The Crystals. В начале 1960-х 24 спродюсированных Спектором сингла отметились в числе лучших сорока песен США, а «опера для тинэйджеров» «He’s a Rebel» в исполнении The Crystals достигла в 1962 году 1-й строчки в чартах.
Спекторовские записи начала 1960-х преобразили звучание популярной музыки. Спектор использовал на записях не только традиционные гитары и пианино, а целый оркестр с духовой секцией и экзотической перкуссией. Путём многочисленных дублей он добивался наиболее гармоничного эффекта с тем, чтобы инструменты не подавляли собой эмоциональный вокал певицы. Революционная технология аранжировки, которую разработал Спектор, была названа им «стеной звука».
В 1963 году Спектор сделал ставку на новый коллектив The Ronettes, солисткой которого выступала его подруга (и будущая жена) Ронни Беннетт. Их самым большим успехом стала «подростковая поп-симфония» «Be My Baby» (2-е место в чартах). Журнал Rolling Stone поставил её на 22-е место в списке величайших записей. В 1964 году он спродюсировал ещё две записи из этого списка — «Walking in the Rain» (The Ronettes) и «Chapel of Love» (The Dixie Cups).
Эксперименты Спектора вызвали неподдельный интерес со стороны лидеров британского рока The Beatles и The Rolling Stones и послужили отправной точкой для многоголосья сёрф-рокеров The Beach Boys. В середине 1960-х Спектор свёртывает работу с «девичьими группами» в пользу продюсирования соул-дуэтов The Righteous Brothers и Ike & Tina Turner. Запись каждого сингла стоила ему немыслимых по тем временам затрат. Тысячи долларов расходовались на бесчисленные дубли и привлечение к записи десятков музыкантов.
Вершиной экспериментирования Спектора со «стеной звука» стали записи «You’ve Lost That Lovin’ Feelin’» (The Righteous Brothers, 1-е место в США, 1965) и «River Deep – Mountain High» (с Айком и Тиной, 3-е место в Великобритании, 1966). По опросу Rolling Stone они заняли 34-е и 33-е места в перечне лучших песен эпохи рок-н-ролла, соответственно. Спектор посчитал результаты продаж «River Deep — Mountain High» провальными и возложил вину на боссов звукозаписывающих компаний. Он на время оставил шоу-бизнес и уединился с супругой в своём калифорнийском поместье.
В конце 1960-х Спектор вернулся к активной деятельности. Он появился в начальных кадрах культового фильма «Беспечный ездок» и по просьбе The Beatles аранжировал и спродюсировал их последний альбом Let It Be. Результат был воспринят музыкальной общественностью неоднозначно и вызвал нарекания со стороны Пола Маккартни. Леннон и Харрисон претензий к Спектору не имели и продолжили сотрудничество с ним при записи своих дебютных сольников.
После ленноновского Imagine (1971) известный своим неуживчивым нравом Спектор на некоторое время ушёл из шоу-бизнеса (позднее Спектор стал продюсером другого альбома Леннона — Rock’n’roll).
В 1970-е годы он периодически сотрудничал с Шер, Дионом, Леонардом Коэном и Ramones. Ни один из этих проектов нельзя назвать безусловным успехом.
В 1996 году он потребовал удалить своё имя из числа продюсеров кавер-версии «River Deep — Mountain High» в исполнении Селин Дион (вошла в мультиплатиновый альбом Falling into You).

### Дело Ланы Кларксон
В феврале 2003 года в особняке Спектора был обнаружен труп 40-летней актрисы Ланы Кларксон, которая была убита выстрелом в рот. Спектору было предъявлено обвинение в убийстве. Процесс продолжался 6 лет и закончился осуждением Спектора на срок от 19 лет до пожизненного заключения.
В 2013 году на экраны США вышел телефильм производства канала HBO «Фил Спектор», рассказывающий о взаимоотношениях Спектора и Кенни Баден — его адвоката по делу об убийстве Ланы Кларксон. Роль самого продюсера исполнил Аль Пачино, а адвоката Баден — Хелен Миррен. По версии создателей картины, Фил Спектор не убивал Лану Кларксон и был осуждён только за буйный характер, вспыльчивость и эксцентричное поведение как во время процесса, так и на протяжении всей своей публичной жизни.

### Заключение и смерть
Наказание Спектор отбывал в коркоранской тюрьме, где, среди прочих, содержался знаменитый маньяк Чарльз Мэнсон.
Фил Спектор умер 16 января 2021 года в калифорнийской больнице общего профиля Сан-Хоакин от осложнений, вызванных COVID-19. Ему был 81 год, и ещё минимум три года ему предстояло сидеть в тюрьме.

### Комментарии
1. ↑  На могиле отца была оставлена эпитафия: "To know him was to love him". Именно эти слова в слегка видоизмененном варианте ("To Know Him Is to Love Him") 11 лет спустя, в 1958 году, стали названием песни, которую Фил выпустил со своей первой рок-группой The Teddy Bears. Песня сразу стала хитом и попала в американские и британские хит-парады. Впоследствии ее записывали многие другие исполнители, включая Нэнси Синатру, Долли Партон, "Битлз" (в варианте "To Know Her Is to Love Her"), Эми Уайнхаус и многие другие[15].